# Novazzano
Novazzano es una comuna suiza del cantón del Tesino, situada en el distrito de Mendrisio, círculo de Stabio. Limita al norte con la comuna de Coldrerio, al este con Balerna, al sureste con Chiasso, al sur con Ronago (IT-CO), Uggiate-Trevano (IT-CO) y Bizzarone (IT-CO), y al oeste con Mendrisio.

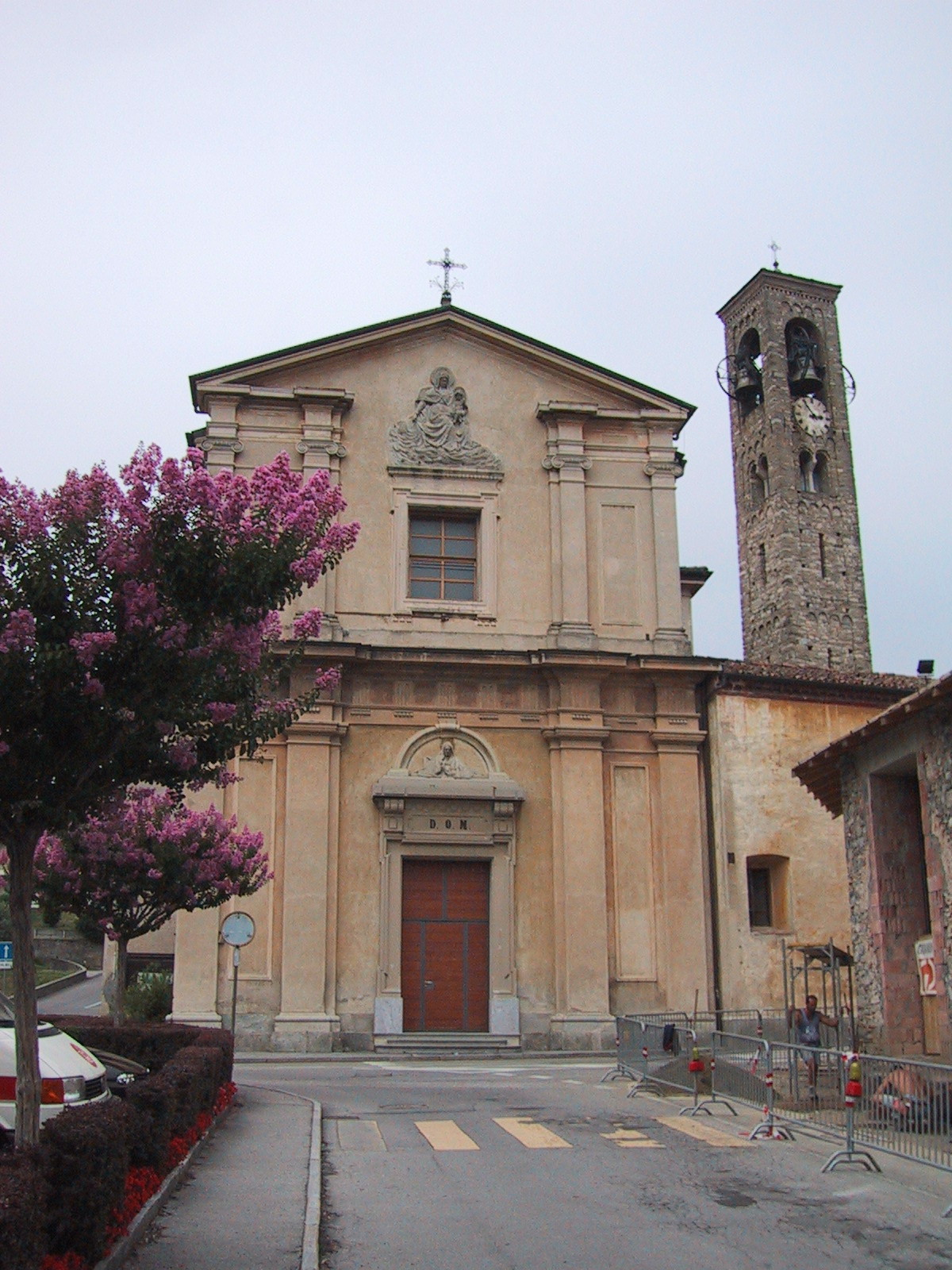
Portal de la iglesia de Navazzano.